# Detunda
Detunda is een geslacht van vlinders van de familie spanners (Geometridae), uit de onderfamilie Ennominae.

## Soorten
- D. atronivea Walker, 1865
- D. egregia Felder, 1874